# Vojno letalstvo in zračna obramba Srbije
Vojno letalstvo in zračna obramba Srbije (srbsko Ваздухопловство и противваздушна одбрана / Vazduhoplovstvo i protivvazdušna odbrana) je vojnoletalska komponenta oboroženih sil Srbije, ki je bila ustanovljena leta 2006. Nadaljuje tradicijo Vojnega letalstva Kraljevine Srbije, ki je bilo ustanovljeno leta 1912 kot peto vojno letalstvo na svetu. Trenutno ima VLZOS okoli 6000 pripadnikov in čez 256 zrakoplovov.

## Organizacija
Trenutna
- Poveljstvo vojnega letalstvo ina zračne obrambe –  Zemun
  -  210. komunikacijski bataljon - Beograd
  -  333. inženirski bataljon - Pančevo

 204. letalska baza - Letalska baza Batajnica
- - 101. lovsko-letalska eskadrilja
  - 252. motorizirana letalska eskadrilja
  - 138. motorizirana transportno-letalska eskadrilja
  - 1. izvidniška letalska skupina
  - 24. vojnoletalski tehniški bataljon
  - 17. bataljon za varovanje letališča
  - 177. zračnoobrambni artilerijski bataljon

 98. letalska baza Letališče Kraljevo-Lađevci
- - 241. lovsko-bombniška letalska eskadrilja
  - 714. protioklepna helikopterska eskadrilja
  - 119. mešana helikopetrska eskadrilja
  - 2. izvidniška letalska skupina
  - 24. vojnoletalski tehniški bataljon
  - 161. bataljon za varovanje letališča
  - 98. bataljon za varovanje letališča
  - 98. zračnoobrambni artilerijski bataljon

250. zračnoobrambna raketna brigada – Beograd
- Poveljniška baterija
- 1. zračnoobrambni raketni bataljon
- 2. zračnoobrambni raketni bataljon
- 3. vojnoletalski samovozni raketni bataljon
- 4. vojnoletalski samovozni raketni bataljon
- 5. vojnoletalski samovozni raketni bataljon

126. center za zračni nadzor, javljanje, izvidništvo in vodenje – Beograd
- Poveljniška četa
- 20. zračnonadzorni in kontrolni center
- 31. VOJIN bataljon
- Vojnoletalska vzdrževalna in podporna četa